# 月之祭典
《月之祭典》（日语：moonfesta〜ムーンフェスタ〜）是Kalafina的第11張單曲。日本由SME Records於2012年7月18日發行，台灣由台灣索尼音樂娛樂於同年7月20日發行。

## 收錄曲
（全作詞、作曲、編曲：梶浦由記）

### 通常盤
1. 月之祭典

NHK音樂節目放送曲。
1. 屋簷的另一端
2. 月之祭典instrumental

### 初回生產限定盤
1. 月之祭典

NHK音樂節目放送曲。
1. 屋簷的另一端
2. 月之祭典《みんなのうた》ver.
3. 月之祭典《みんなのうた》ver. instrumental

#### DVD（初回限定盤A）
1. 月之祭典 Music Video

#### BD（初回限定盤B）
1. 月之祭典 Music Video
2. 月之祭典 《みんなのうた》ver.

## 外部連結
- （日語） 日本索尼音樂娛樂介紹頁：
  - Sony Music Online Japan : Kalafina : moonfesta～ムーンフェスタ～【初回生産限定盤A】
  - Sony Music Online Japan : Kalafina : moonfesta～ムーンフェスタ～【初回生産限定盤B】
  - Sony Music Online Japan : Kalafina : moonfesta～ムーンフェスタ～[永久]
- （繁體中文） 台灣索尼音樂介紹頁：
  - 月之祭典 - 華麗菲娜 Kalafina - 88725457012 | 台灣索尼音樂娛樂股份有限公司[永久]